# Los Pinos, Zihuateutla
Los Pinos är en ort i Mexiko.   Den ligger i kommunen Zihuateutla och delstaten Puebla, i den sydöstra delen av landet, 150 km nordost om huvudstaden Mexico City. Los Pinos ligger 1 176 meter över havet och antalet invånare är 573.
Terrängen runt Los Pinos är lite bergig. Runt Los Pinos är det ganska tätbefolkat, med 86 invånare per kvadratkilometer. Närmaste större samhälle är Huauchinango, 13,9 km väster om Los Pinos. I omgivningarna runt Los Pinos växer i huvudsak städsegrön lövskog.